# Béni-Snassen (tribu)
Pour les articles homonymes, voir Béni-Snassen.
Les Béni-Snassen ou Ayt-Iznassen (berbère : ⴰⵢⵜ ⵉⵣⵏⴰⵙⵙⵏ, arabe : بني يزناسن) sont une confédération tribale berbère zénète avec aussi plusieurs groupes arabes, originaire de l'Oriental marocain, précisément de la région de Berkane.

Cette tribu est connue pour son engagement dans la résistance armée contre l'occupation française en Afrique du nord lors de la bataille d'Isly (1844), opposant le Maroc et l'émir Abd-el-Kader.

## Étymologie
Les Béni-Snassen sont une tribu parlant l'arabe et un dialecte berbère zénète. Le nom « Zénètes » vient de « Iznaten », qui est le pluriel de « Aznat » qui est composé de « Azn » qui signifie « envoyer, expédier », et de « At », qui signifie « les fils ».
Avant l'époque coloniale, cette tribu arabo-berbère guerrière avait des inimitiés avec les tribus arabes marocaines voisines, notamment la tribu d'Angad, des Mhaya et des Beni Guil (Oujda et environs). Leur engagement dans la lutte contre la colonisation française aux côtés de l'émir Abd-el-Kader dès 1844, contribua fortement à la paix entre ces tribus.
Aussi, Iznassen se traduit en arabe par Mursilun an-nhar (مرسلون النهار).

## Histoire
En 1844, la marine française bombarde Tanger à cause de l'implication des Ayt Iznassen et d'autres tribus du Moyen Atlas (Oujda et environs) dans la lutte contre l'Algérie française aux côtés de l'Émirat d'Abd-el-Kader. Cet événement et la bataille d'Isly qui s'ensuit contraignent le sultan alaouite marocain Abderrahmane ben Hicham à la signature du traité de Tanger qui reconnaît la légitimité de l'Algérie française et exige le retrait des armées marocaines présentes en Algérie et la fin du soutien à Abd-el-Kader dans sa révolte.
En 1859, les Ayt Iznassen, alliés aux tribus arabes de la région d'Oujda (Angad, Mhaya, Beni Oukil), se révoltent à nouveau contre la présence coloniale en dépit de la volonté du sultan. Une expédition militaire française, commandée par le général Edmond de Martimprey, est envoyée occupe leur territoire.
En 1907, une nouvelle expédition militaire française et une occupation territoriale a lieu sur le territoire des Ayt Iznassen et sur le territoire des tribus d'Oujda et ses environs, en raison de l'excès des agressions envers les français sur les territoires frontaliers de l'Algérie française. L'occupation du Maroc par Hubert Lyautey commençe par le territoire de la tribu des Ayt Iznassen, où il fonde en 1908 la ville de Martimprey-du-Kiss (actuelle Ahfir). En 1912, la France place une partie du territoire marocain sous protectorat français et cède l'autre partie à l'Espagne (protectorat espagnol) huit mois plus tard,. Cependant, le territoire des Iznassen reste sous protectorat français, jusqu'à l'indépendance du Maroc en 1956. De 1921 à 1926, la tribu est intégrée de facto à la république du Rif d'Abd-el-Krim.
En 1940, pendant la Seconde Guerre mondiale, le gouvernement espagnol franquiste réclame le rattachement du territoire des Ayt Iznassen à l'Espagne. Un protocole d'accord signé en 1925 entre dirigeants français et espagnols, à l'issue de la guerre du Rif, prévoyait d'ailleurs leur transfert dans le giron espagnol. Mais en 1940, les diplomates français refusent de se séparer de ce territoire qui revêt une importance stratégique en climat de guerre. Le 29 août 1940, après l'armistice, Paul Baudouin, ministre des Affaires étrangères de Vichy, propose, afin de mettre un terme aux pressions des nationalistes espagnols, de leur céder le territoire des Ayt Iznassen dès que la paix générale sera établie en Europe mais la cession ne se réalisera jamais,.

## Territoire
Le territoire des Béni-Snassen est délimité par la Moulouya à l'ouest, quatre tribus essentiellement arabes, aujourd'hui marocaines ayant émigré d'Algérie et s'étant installées sur leur territoire actuel au XIXe siècle (La'thamna, Oulad Mansour, Oulad Sghir et Houaras), l'Algérie à l'est, et l'Atlas au sud.

## Composition tribale
La tribu est divisée en quatre groupes, elles-mêmes divisées en plusieurs sous-fractions :
- Beni Khaled ;
- Beni Mengouch ;
- Beni Atiq ;
- Beni Ourimech.

Ces quatre groupes sont berbères mais contiennent néanmoins des fractions arabes, non berbères arabisées, mais arabes d'origine, en raison notamment de leur proximité avec les tribus hilaliennes du littoral.
Les Beni Atig (les fils de l'ancien, l'affranchi) et les Beni Khaled (les fils de Khaled) sont les factions les plus arabisées, contenant le plus de faction d'origine arabe,. Chez certaines de ces sous-fractions, l'élément arabe devient majoritaire. Cette mutation prend aussi une dimension religieuse, où les familles de marabouts arabes s'insèrent dans le cadre tribal existant, ce qui mènera à une arabisation linguistique et culturelle au sein de celles-ci.

## Culture

### Langues
Les Béni Snassen sont berbérophones et arabophones. Leur dialecte fait partie de l'ensemble berbère rifain,.

### Musique
Héritière de l'Aarfa, danse guerrière des tribus rifaines, la Reggada est une danse traditionnelle née dans la région du Rif oriental. C'est à l'origine une danse guerrière des tribus arabes hillaliennes,,. Les guerriers arabes dansaient en signe de victoire sur l'ennemi, d'où l'usage du fusil, les frappes de pieds au sol se font au rythme de la musique. « Reggada » signifie « celle qui fait dormir » et vient de la ville d'Aïn Reggada (Beni Mengouch), qui est située entre Ahfir et Berkane.
Cette musique est fortement rythmée par le bendir et la ghaïta ou le zamar, le galal ou la gasba.
Sa danse est rythmée par des mouvements d'épaules, un fusil ou un bâton, et des frappes de pieds contre le sol au rythme de la musique.
Ce style musical est très populaire dans le Rif, surtout dans le Rif oriental.

### Cuisine
La cuisine des Beni Iznassen est rustique. Les principaux plats qui caractérisent la région sont :
- l'awwoun, une pâte à base de farine d'orge non mûre grillée, d'eau et d'huile d'olive,
- la talekhcha, connue dans les autres régions du Maroc sous le nom de bissara,
- l'irechmen, préparation à base de grains de blé bouillis,
- le tarekhsast, un pain de blé sans levure,
- le timbessest, une galette de semoule de blé, similaire à la harcha,
- le timkhalaat, une galette farcie avec de la viande ou de la graisse,
- l'aryun, une farine d'orge non mûre grillée assortie de lait.

## Personnalités de la tribu
- Mouss Maher (en) (1973-), chanteur.
- Hicham El Guerrouj (1974-), athlète détenant plusieurs records mondiaux, qui est né et a grandi à Berkane.
- Abdelhafid Douzi (1985-), chanteur originaire de la tribu des Béni Snassen mais ayant grandi à Oujda.
- Hakim Ziyech (1993-), footballeur international.
- Badr Soultan (1985-), chanteur originaire de la tribu des Béni Khaled.

## Galerie

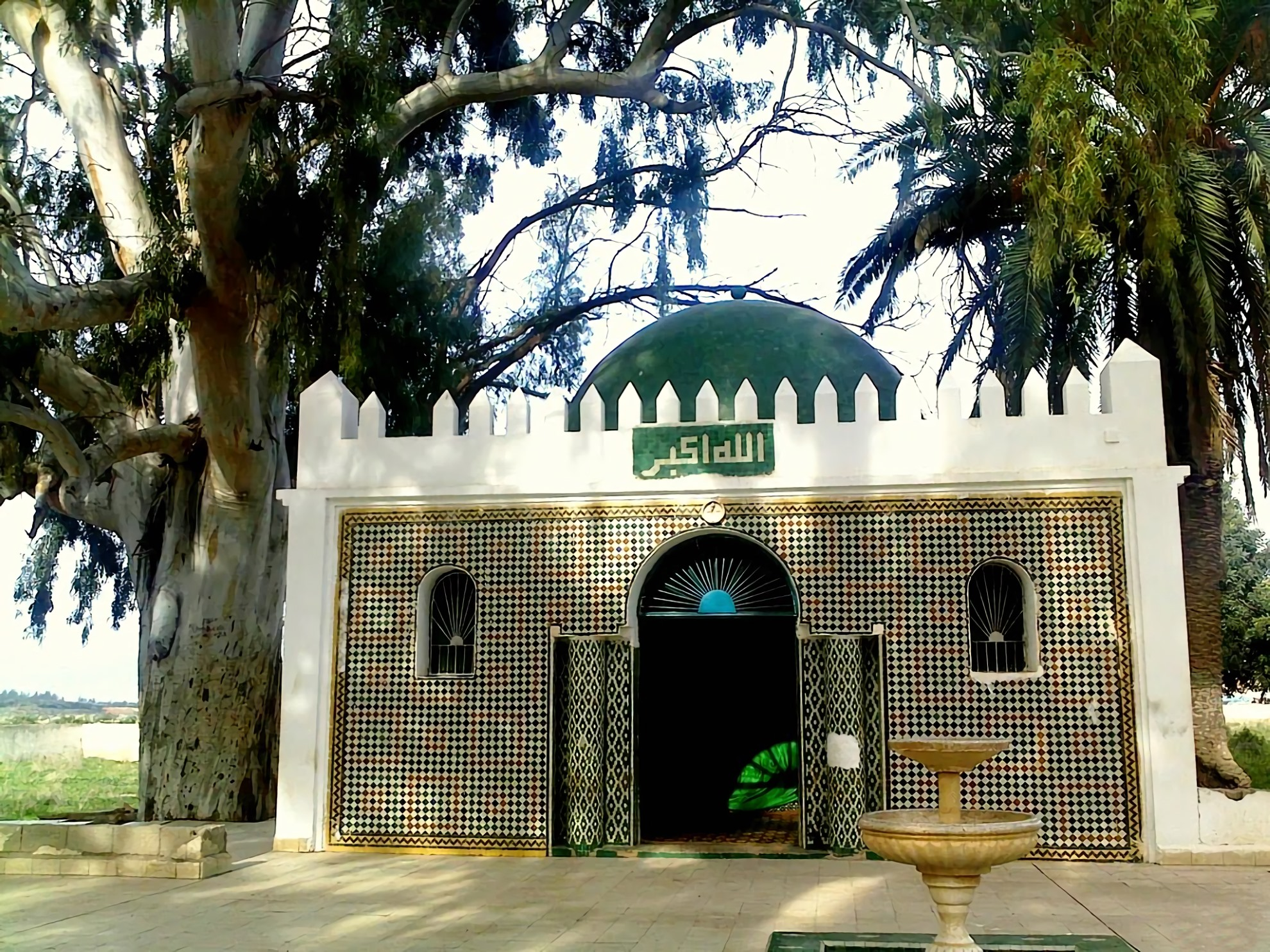
Le tombeau de Sidi Mohammed Berkane des Béni Snassen, saint de la ville de Berkane (XVe siècle).
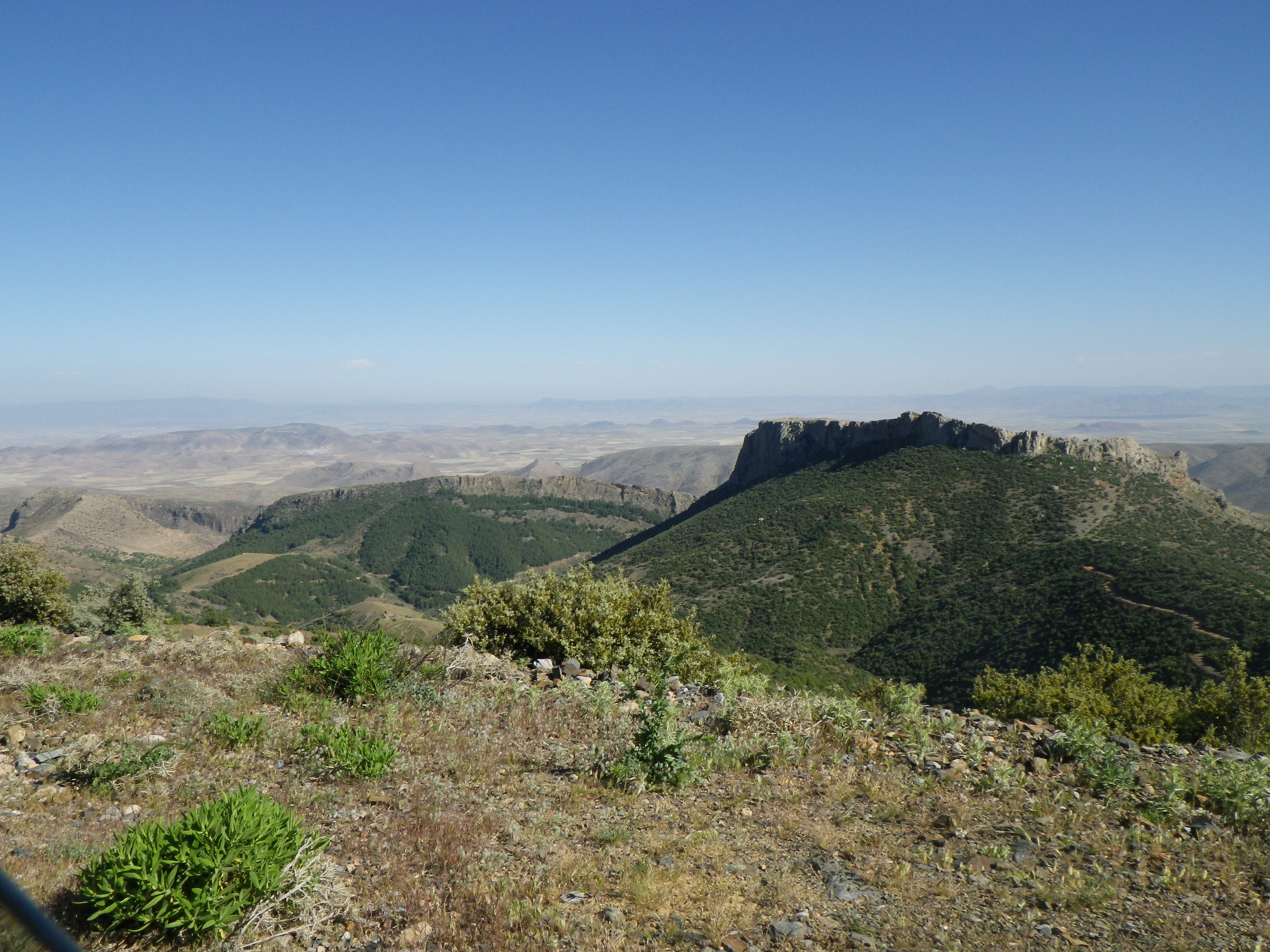
Paysage du massif des Béni Snassen.
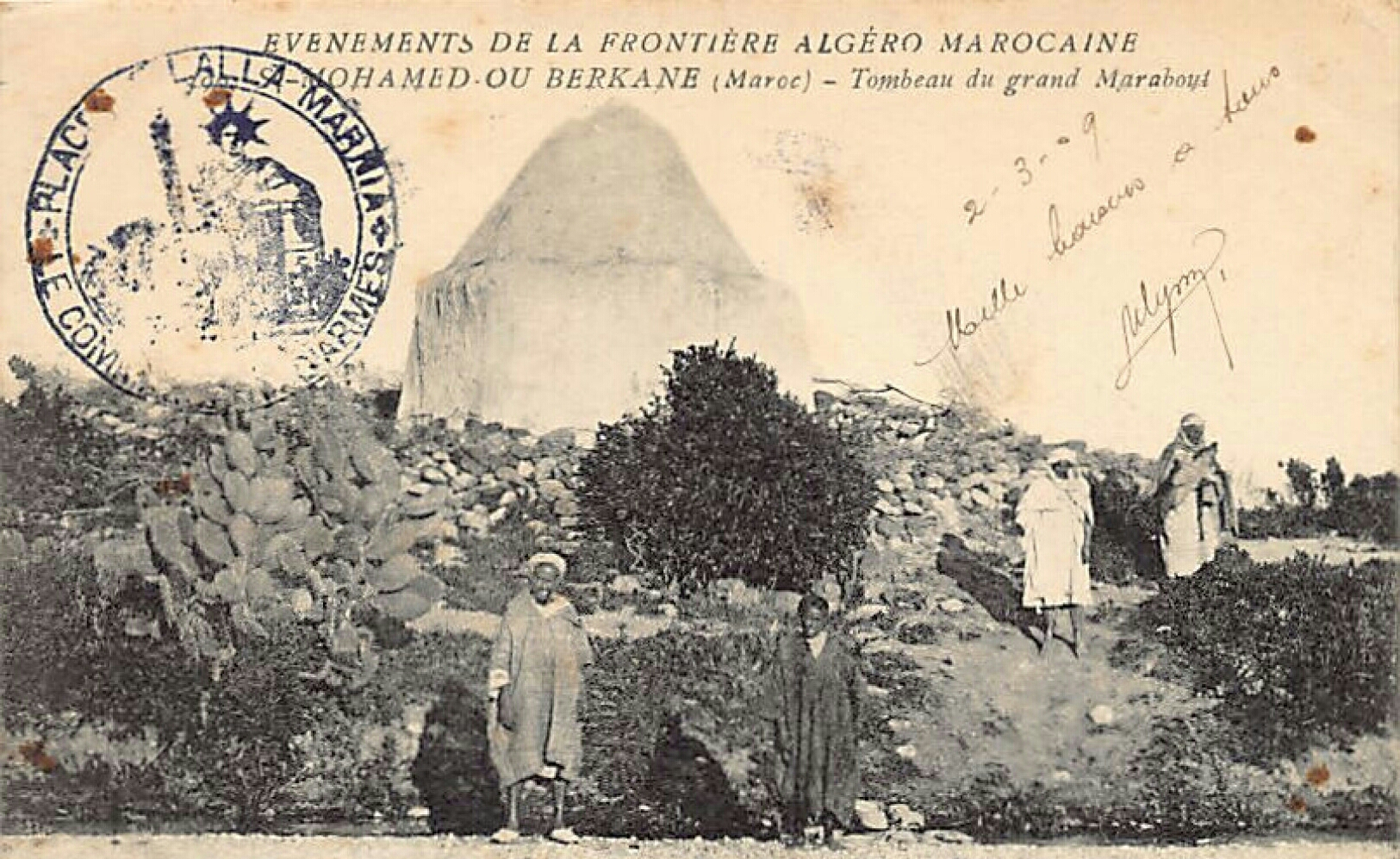
Tombeau du marabout Sidi Mohamed Berkane à l'époque du protectorat français, dans la ville de Berkane, région des Ayt 'Atiq.
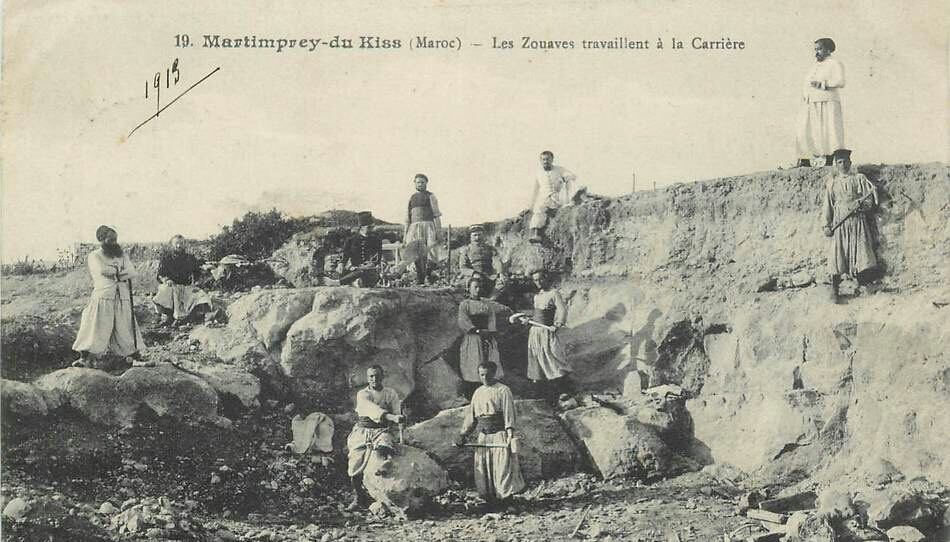
Zouaves travaillant à la carrière de Martimprey-du-Kiss (actuelle Ahfir) à l'époque du protectorat francais, région des Ayt Khaled.
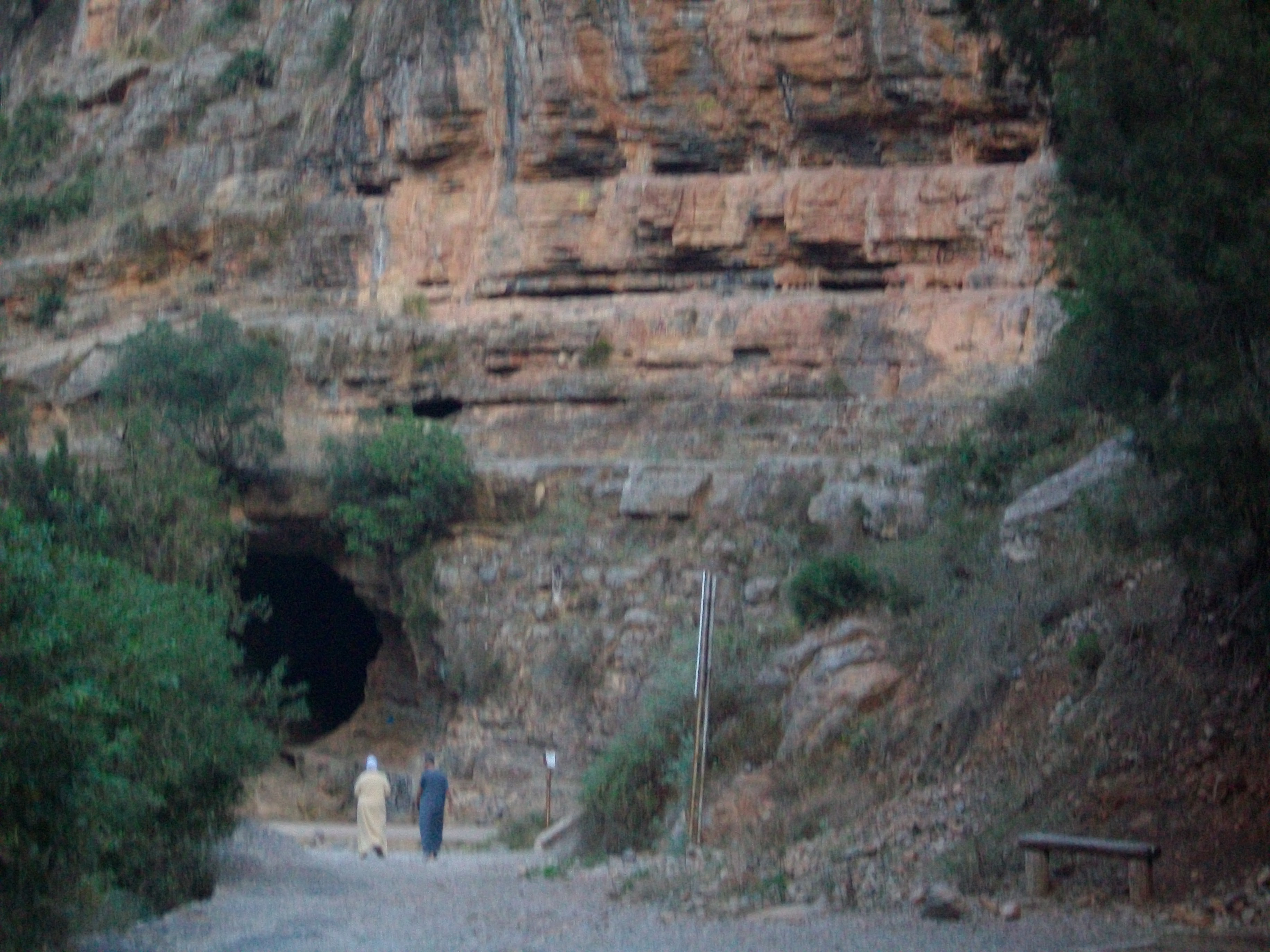
Grotte du chameau à Zegzel, région des Ayt Ourimech.
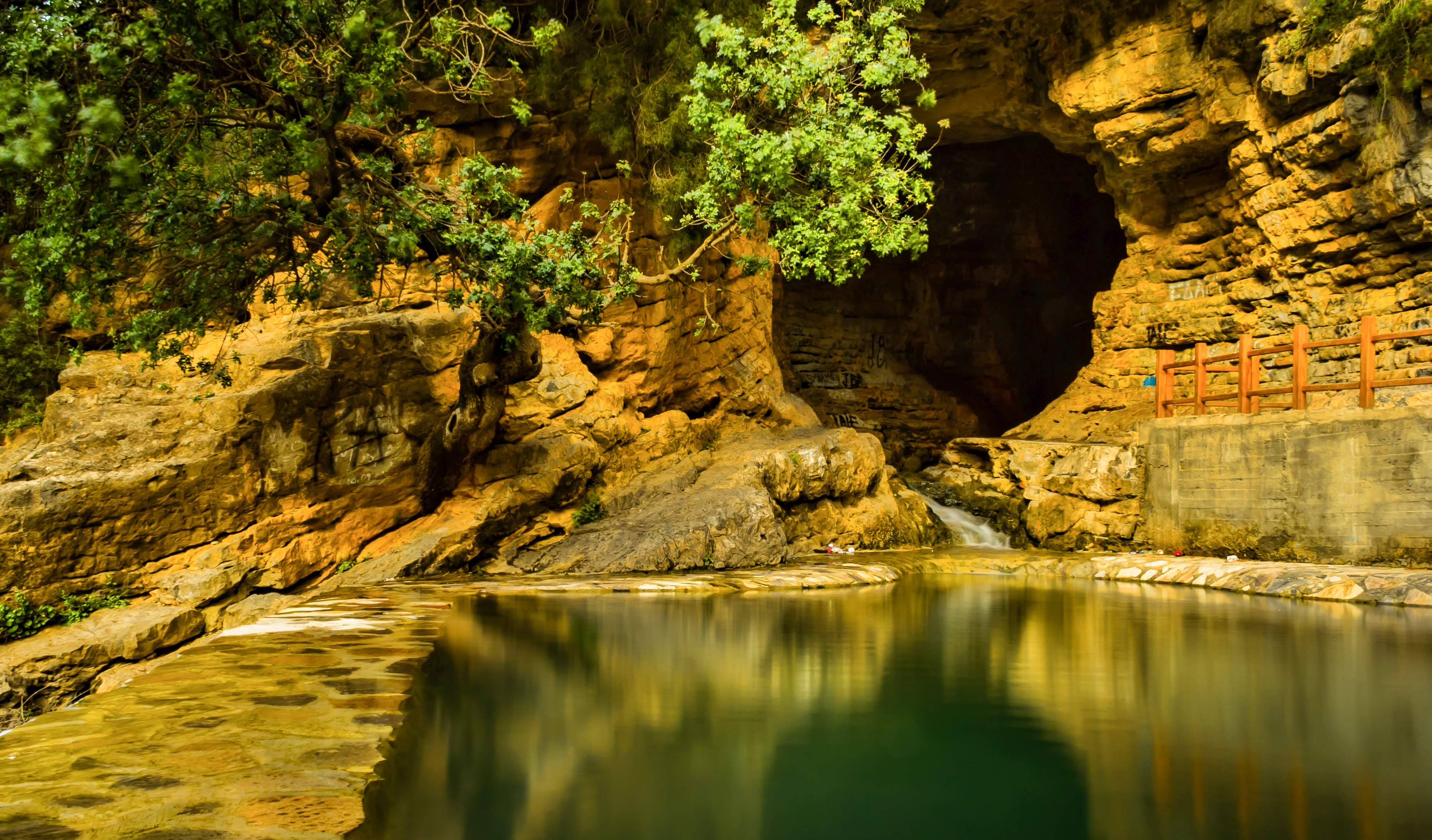
Grotte du chameau à Zegzel, région des Ayt Ourimech.